# بتمن: شوخی مرگبار
بتمن: شوخی مرگبار (انگلیسی: Batman: The Killing Joke)، یک رمان گرافیکی از شرکت آمریکایی دی‌سی کامیکس است که برپایه دو شخصیت بتمن و جوکر نوشته شده و نخستین بار در ماه مارس ۱۹۸۸ منتشر شد. داستان رمان توسط آلن مور نوشته شده و برایان بالند کار تصویرسازی را انجام داده‌است.
در این کامیک، تمرکز اصلی بر روی ریشه پیدایش جوکر و گذشته او است و این شخصیت از ابعاد مختلف از جمله روان‌شناسی مورد بررسی قرار می‌گیرد. در شوخی مرگبار، جوکر به عنوان یک کمدین شکست‌خورده توصیف شده که بعد از رسیدن به مرز جنون، وارد مبارزه با گاتهام شده و بتمن به همراه کمیسر گوردون سعی در متوقف کردن او دارند.
شوخی مرگبار با استقبال بالایی از سوی منتقدان و خوانندگان مواجه شد و اکنون به عنوان یکی از مشهورترین خط‌های داستان کامیک‌های بتمن شناخته می‌شود.
در سال ۲۰۱۶ بر اساس این رمان گرافیکی یک فیلم با همین نام منتشر شد.